# Warwick Thornton
Warwick Thornton (Alice Springs, 23 luglio 1970) è un regista, sceneggiatore e direttore della fotografia australiano.

## Biografia
Nato nel 1970 ad Alice Springs da padre ignoto e madre per ¾ aborigena Kaytetye, Thornton ha avuto una giovinezza turbolenta, passata per strada a «bere, fumare, rubare e fare a botte». Nel 1983, all'età di 13 anni, viene mandato dalla madre per un anno in un collegio cristiano a New Norcia per correggere il suo comportamento. Per Thornton, essa sarà un'esperienza «edificante», dichiarando anni dopo: «passai da ragazzo di strada ad andare a Messa due volte al giorno [...] guadagnai rispetto per me stesso [...] [e capii che prima] odiavo la scuola e gli insegnanti [perché, in realtà] avevo paura di loro». Pur non dichiarandosi cristiano, inoltre, ha ammesso che quest'ultimo ha influenzato la sua visione del mondo. Tornato ad Alice Springs a 15 anni, lavora come DJ nella stazione radio fondata dalla madre, la prima radio a conduzione aborigena nella storia australiana, esperienza che racconterà poi nel cortometraggio Green Bush (2005). Interessatosi al cinema dopo che la stazione radio si dota di una troupe per le riprese televisive, e intenzionato a utilizzarlo per raccontare la storia e le tradizioni aborigene, si iscrive all'Australian Film, Television and Radio School di Sydney, laureandosi nel 1997.
Dirige quindi diversi cortometraggi nel corso degli anni duemila, come il summenzionato Green Bush o Nana, con cui vince l'Orso di cristallo al Festival di Berlino 2008. Esordisce nel lungometraggio l'anno seguente col film Samson and Delilah, da lui scritto, diretto e fotografato, che gli vale la Caméra d'or a Cannes, il plauso della critica in patria, nonché la vittoria di cinque premi AFI, il maggior riconoscimento cinematografico australiano, tra cui miglior film, miglior regista e miglior sceneggiatura originale: viene anche proposto come candidato australiano all'Oscar al miglior film in lingua straniera, essendo girato soprattutto in lingua warlpiri, ma senza riuscire a raggiungere la candidatura.
Nel decennio seguente, Thornton sarà più prolifico come direttore della fotografia, dedicandosi nuovamente alla regia di un lungometraggio solo nel 2017 con Sweet Country, in concorso alla 74ª Mostra internazionale d'arte cinematografica di Venezia e interpretato da Sam Neill. Nel 2023 dirige Nicole Kidman in The New Boy.

## Filmografia parziale

### Regista e sceneggiatore
- Samson and Delilah (2009)
- Big World, episodio di The Turning (2013)
- True Gods, episodio di Words with Gods (2014)
- Sweet Country (2017)
- The New Boy (2023)

### Direttore della fotografia
- Samson and Delilah (2009)
- Big World, episodio di The Turning (2013)
- True Gods, episodio di Words with Gods (2014)
- Shiraz - La città delle rose (Septembers of Shiraz), regia di Wayne Blair (2015)
- Sweet Country (2017)
- The New Boy (2023)

## Riconoscimenti
- Premi AACTA
  - 2009 – Miglior regista per Samson and Delilah
  - 2009 – Migliore sceneggiatura originale per Samson and Delilah
  - 2009 – Migliore fotografia per Samson and Delilah
  - 2013 – Migliore fotografia per The Sapphires
  - 2014 – Candidatura al miglior regista per The Turning
  - 2018 – Miglior regista per Sweet Country
  - 2018 – Migliore fotografia per Sweet Country
  - 2019 – Candidatura al miglior regista internazionale per Sweet Country
- Festival di Berlino
  - 2005 – In concorso per il premio "Panorama" per il miglior cortometraggio per Green Bush
  - 2008 – Orso di cristallo per il miglior cortometraggio per Nana
- Camerimage
  - 2009 – Candidatura per la migliore fotografia per Samson and Delilah
  - 2017 – Candidatura per la migliore fotografia per Sweet Country
- Festival di Cannes
  - 2009 – In concorso per il premio Un Certain Regard per Samson and Delilah
  - 2009 – Caméra d'or per Samson and Delilah
  - 2023 – In concorso per il premio Un Certain Regard per The New Boy
- Festival di Venezia
  - 2017 – Premio speciale della giuria per Sweet Country
  - 2017 – In concorso per il Leone d'oro per Sweet Country